# Pachnobia laetabilis
Pachnobia laetabilis là một loài bướm đêm trong họ Noctuidae.